# Pododimeria gallica
Pododimeria gallica är en svampart som beskrevs av E. Müll. 1959. Pododimeria gallica ingår i släktet Pododimeria och familjen Pseudoperisporiaceae.   Inga underarter finns listade i Catalogue of Life.